# Louise Nørlund
Marie Sørine Louise Nørlund (27 novembre 1854 - 1er février 1919) est une féministe et pacifiste danoise. Elle est la fondatrice et présidente de l'Association nationale pour le droit de vote des femmes (Danske Kvinders Konservative Forening - DKV) en 1898-1907 et 1908-1909. 

## Biographie
Déjà jeune, Louise Nørlund s'intéresse à la politique, car la maison de ses parents est un point de rassemblement des démocrates radicaux. Elle passe son examen d'enseignement au Beyer, Bohrs og Femmers Kursus et enseigne à la Larslejstrædes Skole en 1878–1910. Elle participe alors à la fondation de la Kbh.s Kommunelærerindeforening (Association des enseignantes de Copenhague) en 1891. Elle est également engagée dans le mouvement pour la paix et est membre du Dansk Fredsforening (mouvement danois pour la paix), pour lequel elle est conférencière et écrivaine. Elle est aussi déléguée au Congrès international des femmes à La Haye en 1915, où est fondée la Ligue internationale des femmes pour la paix et la liberté. 
Nørlund est principalement surtout connue pour son travail en tant que féministe. Au départ, elle rejoint la Société des femmes danoises (DK), qui est la première association de femmes fondée au Danemark. Elle en est une conférencière active et contribue à sa progression hors de Copenhague. Elle est déçue par l'hésitation du DK à soutenir le suffrage des femmes, et, en 1885, avec Elisabet Ouchterlony et Matilde Bajer, elle quitte l'association pour fonder le Kvindelig Fremskridtsforening. En 1889, elle soutient Line Luplau dans la fondation du Kvindevalgretsforeningen dont elle est présidente de 1891 à 1894 et elle écrit pour Hvad vi vil le magazine édité par l'association. En 1898, le Kvindevalgretsforeningen est dissous et Nørlund fonde l'Association nationale pour le droit de vote des femmes, renommée en 1904 Danske Kvindeforeningers Valgretsforbund (DKV). Le DKV est un regroupement de petits mouvements pour le suffrage féminin au Danemark. En 1904, alors que DKV regroupe 22 mouvements pour le suffrage féminin, Nørlund fait en sorte qu'il rejoigne le mouvement international de suffrage sous l'Alliance internationale des femmes (IWSA). Elle représente le Danemark aux conférences internationales sur le suffrage à Berlin en 1904, à Amsterdam en 1908 et à Budapest en 1913. Elle prend sa retraite en 1909 et est remplacée par Eline Hansen. 
Nørlund est membre du parti libéral et a première femme à siéger au conseil d'administration en 1890-1904. Elle quitte ensuite ce parti et est candidate pour les sociaux-démocrates aux élections municipales de Copenhague en 1909, mais elle est forcée d'abandonner sa candidature pour des raisons de santé.

## Vie privée
Elle est la fille du fermier et parlementaire Mikkel Hasle Christiansen (1816–1883) et d'Ane Jacobsdatter (1820–88). Elle épouse le journaliste et éditeur Niels Jensen Nørlund (1854-1894) en 1881. Ils ont une fille, Agnes, née en 1882 et divorcent en 1892. 